# Somewhere in England
《Somewhere in England》는 1981년 6월 1일, 다크 호스 레코드가 발매한 영국의 음악가 조지 해리슨의 아홉 번째 스튜디오 음반이다. 이 음반은 해리슨이 음악 산업에 점점 더 좌절감을 느끼고 있는 가운데 녹음되었다. 이 음반의 제작은 길었고, 이 기간 동안 워너 브라더스 레코드와의 갈등이 발생했다. 《Somewhere in England》는 그의 전 비틀즈 밴드 동료 존 레논이 살해된 후 발매된 첫 번째 해리슨 음반이며, 첫 번째 싱글인 〈All Those Years Ago〉의 가사는 레논을 추모하는 내용이었다.

## 녹음
해리슨은 1980년 3월부터 《Somewhere in England》를 녹음하기 시작했고, 이후 산발적으로 계속되었고, 마침내 그해 9월 말 그의 다크 호스 레코드의 배급사인 워너 브라더스 레코드에 음반을 전달했다. 하지만 워너 브라더스의 임원들은 이 음반이 "너무 느긋하고" 충분히 상업적이지 않다고 느끼며 거절했다. 해리슨은 음반을 다시 작업하고 새로운 자료를 녹음하는 데 동의했다. 해리슨의 오리지널 커버 아트는 영국 지도에 대한 그의 프로필을 담고 있었지만, 워너 브라더스에 의해 거부권을 행사당했다.
11월에 프로젝트에 복귀한 해리슨은 헨리 온 테임스에 있는 자신의 프리어 파크 스튜디오에 링고 스타와 합류했는데, 링고 스타는 해리슨이 자신을 위해 곡을 제작하도록 특별히 요청하기 위해 도착했다. 그들은 두 개의 해리슨 오리지널 〈Wrack My Brain〉과 〈All Those Years Ago〉를 녹음했고, 스타의 음반인 《Can't Fight Lightning》 (나중에 《Stop and Smell the Roses》로 발매)의 〈You Belong to Me〉 커버도 녹음했다. 나머지 두 곡은 완성되었지만 〈All Those Years Ago〉는 완성되지 않은 채로 남겨졌다. 스타는 나중에 키가 너무 높아서 부를 수 없었다고 인정했다.
1980년 12월 8일, 존 레논은 자신의 아파트 건물인 더 다코타 밖에서 총에 맞아 사망했다. 레논의 살해에 대한 충격과 참상이 있은 후, 해리슨은 미완성된 〈All Those Years Ago〉의 녹음을 활용하기로 결정했다. 그는 레논의 비극을 반영하기 위해 노래 가사를 바꾸었다. 1981년 초 해리슨은 폴과 린다 매카트니, 윙스 밴드 동료 데니 레인을 백 보컬로 초대했다.

## 반응
| 전문가 평가                   | 전문가 평가  |
| 평가 점수                     | 평가 점수    |
| 출처                          | 점수         |
| ----------------------------- | ------------ |
| AllMusic                      | [ 3 ]        |
| Elsewhere                     | [ 4 ]        |
| Encyclopedia of Popular Music | [ 5 ]        |
| Goldmine                      | (favourable) |
| Mojo                          | [ 7 ]        |
| The Music Box                 | [ 8 ]        |
| Music Story                   | [ 9 ]        |
| Rolling Stone                 | [ 10 ]       |
| Uncut                         | [ 11 ]       |
| The Village Voice             | C–           |

〈All Those Years Ago〉는 1981년 5월에 리드오프 싱글로 발매되어 강한 반응을 얻었고, 영국에서 13위, 미국에서 2위에 올랐다. 1973년 〈Give Me Love (Give Me Peace on Earth)〉 이후 해리슨이 가장 크게 히트한 곡으로, 영국 모처에서 이 곡의 인기에 반사이익을 얻었다. 이 음반은 영국에서 13위로 정점을 찍었고, 1973년 이후 영국에서 가장 높은 차트 기록을 세웠으며, 미국에서는 11위에 올랐다.
그러나 《Somewhere in England》의 미국 차트 실적은 비교적 짧은 기간이었고, 비틀즈가 해체한 이후 영국에서의 골드 지위에 오르지 못한 해리슨의 첫 번째 음반이 되었다. 두 번째 싱글 〈Teardrops〉는 빌보드 싱글 순위에서 102위로 정점을 찍었다.
1981년 《피플》 잡지는 이 음반을 호의적으로 리뷰하면서 이 음반을 해리슨의 최고 작품 중 하나라고 부르며 레논에 대한 "감동적인" 헌사를 강조했다. 로버트 크리스트가우는 《빌리지 보이스》에서 이 노래들을 "수액이 많은 통곡"이라고 치부하며 덜 수용적이었다. 그러나 그는 레논이 음반 소매의 크리슈나식 메시지인 영생에 대해 무덤에서 아직 언급하지 않았다고 말했지만, 〈All Those Years Ago〉가 해리슨의 "몇 년 동안 가장 매력적인 곡"이라고 칭찬했다.

## 곡 목록
모든 곡들은 특별한 언급이 없는 한 조지 해리슨에 의해 작사/작곡하였다.
| #  | 제목                      | 작사·작곡     | 재생 시간 |
| -- | ------------------------- | ------------- | --------- |
| 1. | 〈Blood from a Clone〉    |               | 4:03      |
| 2. | 〈Unconsciousness Rules〉 |               | 3:05      |
| 3. | 〈Life Itself〉           |               | 4:25      |
| 4. | 〈All Those Years Ago〉   |               | 3:45      |
| 5. | 〈Baltimore Oriole〉      | 호기 카마이클 | 3:57      |

| #  | 제목                       | 작사·작곡 | 재생 시간 |
| -- | -------------------------- | --------- | --------- |
| 1. | 〈Teardrops〉              |           | 4:07      |
| 2. | 〈That Which I Have Lost〉 |           | 3:47      |
| 3. | 〈Writing's on the Wall〉  |           | 3:59      |
| 4. | 〈Hong Kong Blues〉        | 카마이클  | 2:55      |
| 5. | 〈Save the World〉         |           | 4:54      |